# Rechliner Kaltstartverfahren
Das Rechliner Kaltstartverfahren war eine improvisierte Methode zum Kaltstart von Kolbenflugmotoren bei niedrigen Umgebungstemperaturen, die keine aufwändigen Heizgeräte zur Vorwärmung und nur eine geringe Vorlaufzeit des Motors bis zum Flugstart erforderte. Entwickelt wurde das Verfahren, das bei der deutschen Luftwaffe während des Zweiten Weltkrieges zum Einsatz kam, vor dem Krieg in der Erprobungsstelle Rechlin.
Grundlage war die Beimischung von Kraftstoff zum Motoröl, wodurch die Viskosität des Schmierstoffs herabgesetzt wurde und dieser auch im kalten Zustand dünnflüssig blieb. Nach dem Anlassen des Motors kam es durch die Erwärmung auf Betriebstemperatur zum Ausdampfen des Kraftstoffs, wodurch das Motoröl wieder die im Lastbetrieb notwendige Schmierfähigkeit erlangte. Die Zeit zum Warmfahren bis zu dem Zeitpunkt, an dem die volle Motorleistung (Startleistung) abgerufen werden konnte, betrug in Abhängigkeit vom Mischungsverhältnis und von der Außentemperatur rund drei bis sechs Minuten. Nach rund 30 Minuten Flugbetrieb betrug der Kraftstoffanteil im Schmierstoff noch rund vier bis fünf Prozent, nach etwa ein bis zwei Stunden war der Kraftstoff vollständig abgedampft. Für die Beimischung kam Motorenbenzin mit 80, 87 oder 100 Oktan zum Einsatz, Dieselkraftstoff wurde grundsätzlich nicht verwendet.
Die Zugabe des Kraftstoffs erfolgte nach der Landung und dem Abkühlen des Motoröls auf eine Temperatur von etwa 20 bis 40 Grad Celsius. Bei älteren Flugzeugen wurde dies durch direktes Einfüllen von Kraftstoff in den Öltank des Flugzeuges mit einem anschließenden kurzen Mischlauf des Motors durchgeführt, neuere Flugzeugmodelle waren mit einer fest installierten Mischanlage ausgestattet. Das Mischungsverhältnis war abhängig vom Motortyp, von der vorherigen Flugdauer (in Bezug auf noch vorhandene Reste vom vorherigen Kaltstart) und von der zu erwartenden Außentemperatur zum Zeitpunkt des nächsten Starts. In Abhängigkeit vom Ölfüllstand des Öltanks der Trockensumpfschmierung war im Leerlauf des Triebwerkes ein Mischhahn für eine definierte, aus der Mischtabelle zu entnehmende Zeit, geöffnet zu halten, wodurch die Beimischung erfolgte. Von der Erprobungsstelle Rechlin wurden hierzu in Versuchsreihen entsprechende Tabellen entwickelt. Schädigungen der Motoren durch den Einsatz des Verfahrens zeigten sich in den Untersuchungen der Erprobungsstelle nicht, vielmehr wurde in vielen Fällen sogar ein geringerer Motorenverschleiß festgestellt.